# Homborneset
Homborneset est une localité du comté de Nordland, en Norvège.

## Géographie
Administrativement, Homborneset fait partie de la kommune de Sømna.